# Combat de Saint-Brieuc
Notes
247 prisonniers délivrés par les Chouans
Chouannerie
Batailles
- Liffré
- 1re Argentré
- Expédition de Quiberon
- Plouharnel
- Quiberon
- Segré
- 1er Rocher de La Piochais
- La Ceriseraie
- La Cornuaille
- 1re La Croix-Avranchin
- La Vieuville
- Boucéel
- 1re Saint-James
- 2e Rocher de La Piochais
- 2e La Croix-Avranchin
- Auverné
- Andigné
- Croix-Couverte
- Tinchebray
- L'Auberge-neuve
- Locminé
- Saint-Hilaire-des-Landes
- Val de Préaux
- Le Grand-Celland
- 2e Argentré
- Noyant-la-Gravoyère
- La Hennerie
- Saint-Aubin-du-Cormier
- Le Mans
- Nantes
- Saint-Brieuc
- Le Lorey
- Mont-Guéhenno
- La Tour d'Elven
- 2e Saint-James
- Les Tombettes
- Pont du Loc'h

Le combat de Saint-Brieuc se déroula lors de la chouannerie. Le 26 octobre 1799, les Chouans réussissent un raid au cœur de Saint-Brieuc afin de délivrer plusieurs de leurs camarades retenus prisonniers.

## Forces en présence
Saint-Brieuc est assaillie par les Chouans dans la nuit du 25 au 26 octobre 1799. L'objectif des rebelles est de délivrer les prisonniers royalistes enfermés dans les prisons de la ville, parmi lesquels se trouvent 20 officiers, et Mme Le Frotter de Kerilis, mère d'un chef, condamnée à mort pour «embauchage» en faveur des Chouans.
Pierre-Mathurin Mercier, dit «la Vendée», nommé par Georges Cadoudal commandant en chef de l'armée catholique et royale des Côtes-du-Nord, est chargé du commandement de l'expédition. Il réunit les forces de Guillaume Le Gris-Duval, Le Nepvou de Carfort et Dujardin. Ils sont renforcés par des détachements morbihanais de la légion de La Trinité-Porhoët et Ploërmel, commandée par Pierre Robinault de Saint-Régeant, et celle de Gourin, dirigée par Le Paige de Bar, soit 400 hommes.
De son côté, la garnison républicaine dispose de 335 hommes, soldats de ligne, gardes nationaux et gendarmes, commandés par le général Raphaël de Casabianca.

## Le combat
Le 26 octobre, aux alentours de minuit, l'avant-garde des assaillants atteint les barrières de Saint-Brieuc. Pour se reconnaître, les Chouans ont revêtu les chemises par-dessus leurs habits. Progressant silencieusement, l'avant-garde atteint l'hôtel de ville sans être découverte. Deux Chouans, l'un d'entre eux déguisé en femme et jouant les ivrognes, s'approchent de la sentinelle qui est égorgée. Le poste de l'hôtel de ville est alors surpris et ses 16 défenseurs sont faits prisonniers.
L'hôtel de ville lui-même est envahi, les papiers de l'administration et les munitions de la poudrière sont enlevés, la caisse publique cependant est oubliée, l'homme chargé de s'en saisir s'étant enivré. Les Chouans s'emparent également d'un canon à l'église Saint-Guillaume.
Les Républicains n'opposent aucune résistance sérieuse, les habitants se retranchent chez eux. Le lieutenant de gendarmerie Chrétien prend la tête d'un détachement de gardes nationaux mais est grièvement blessé, tandis que les gendarmes sont contenus par la troupe de du Fou de Kerdaniel. Le procureur de la commune, Poulain-Corbion, est également capturé par les Chouans et exécuté sommairement. Le général Casabianca n'entreprend aucune action, et ne quitte pas sa maison, ce qui lui vaudra de la part de la population le surnom de «Casa-peura.» Le général se défendra par la suite en affirmant qu'arrivé seulement la veille dans la ville, il ignorait totalement les lieux.
Les Chouans envahissent ensuite la prison et libèrent 247 détenus. À 7 h du matin, ils entament leur retraite et se retirent en tiraillant par la route de Plaintel. Les combats ont coûté 9 morts et 30 blessés aux Républicains, les Chouans déplorent 5 morts et 1 blessé.